# Apport personnel
Pour les articles homonymes, voir Apport.
L'apport personnel est la part de disponibilité dont l'emprunteur dispose et qu'il va utiliser pour son projet immobilier.

## Définition
Il est constitué par les éléments suivants :
- Livrets
- épargne acquise sur tous contrats bancaires (PEL, assurance-vie...)
- Plan d'épargne d'entreprise (dont l'emprunteur peut bénéficier en net d'impôt compte tenu du motif du retrait)
- Dons familiaux
- Prêts familiaux (avec ou sans intérêts...)
- plus-value sur la revente d'un précédent logement
- Argent disponible sur un compte courant .

## Remarques
- Un apport personnel se prépare en se constituant très tôt.
- Les banques prêtent plus volontiers en matière de gestion du risque lorsqu'il y a un bon apport personnel puisque l'effort de prêt est réduit et donc il y un risque partagé sur l'investissement. Les banques feront alors bénéficier d'un taux inférieur au client avec apport.
- On considère qu'en moyenne un apport de 30 % minimum fait considérablement baisser le taux d'emprunt.